# 愚园路419弄

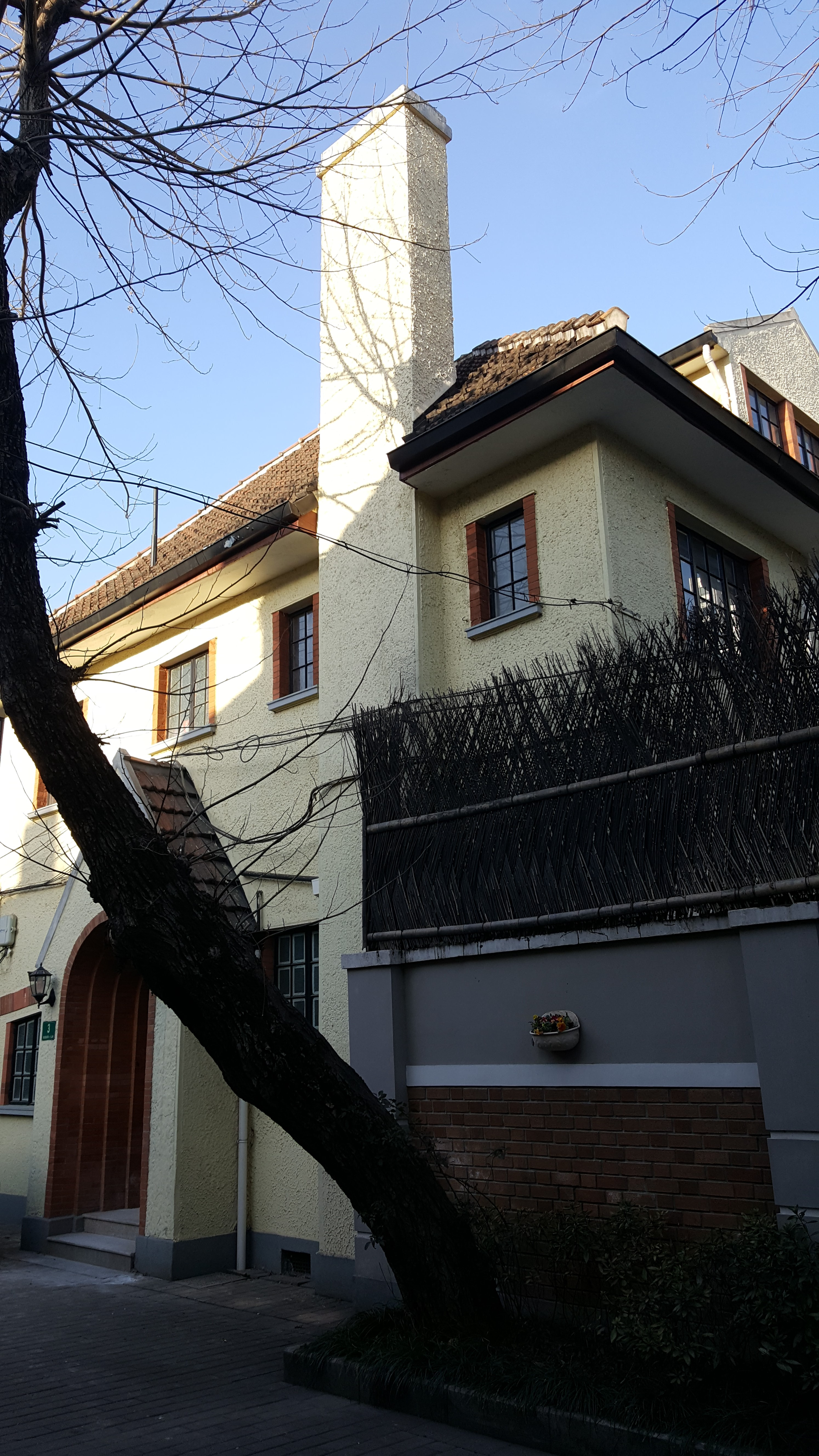
弄内3号住宅

愚园路419弄位于中華人民共和國上海市静安区愚园路419弄，建于1930年代，共有十幢花园住宅，砖木结构，高3层有烟囱和老虎窗，每宅花园约300平方米，建成后全为对外出租，原弄对面是第一师范学校，在日军侵略时期为集中营，关押欧美侨民，现归上海市市西中学。弄内12号为郭棣活旧居，同时为上海市优秀历史建筑。2018年成立了首个弄管会。